# Epirrhoe unilobata
Epirrhoe unilobata är en fjärilsart som beskrevs av Adrian Hardy Haworth 1809. Epirrhoe unilobata ingår i släktet Epirrhoe och familjen mätare. Inga underarter finns listade i Catalogue of Life.